# Takayoshi Ono
Takayoshi Ono (japanisch 小野 隆儀 Ono Takayoshi; * 30. April 1978 in der Präfektur Fukushima) ist ein ehemaliger japanischer Fußballspieler.

## Karriere
Ono erlernte das Fußballspielen in der Schulmannschaft der Fukushima Higashi High School und der Universitätsmannschaft der Universität Tsukuba. Seinen ersten Vertrag unterschrieb er 2001 bei den Mito HollyHock. Der Verein spielte in der zweithöchsten Liga des Landes, der J2 League. Für den Verein absolvierte er 93 Ligaspiele. 2004 wechselte er zu FC Primeiro. Ende 2010 beendete er seine Karriere als Fußballspieler.